# Pesniki (sura)
Pesniki (arabsko Ash-Shu'ara) je 26. sura (poglavje) v Koranu, ki jo sestavlja 227 ajatov (verzov). Je meška sura.
Med opravljanjem molitve (salata oz. namaza) pri tej suri verniki opravijo 11 ruku'jev (priklonov).